# Alexander Steig
Alexander Steig (* 1968 in Hannover) ist ein deutscher Künstler.

## Leben und Werk
Alexander Steig ist in Hannover aufgewachsen. Nach dem Besuch der Freien Waldorfschule studierte er von 1990 bis 1999 Angewandte Kulturwissenschaften und Ästhetische Praxis an der Universität Hildesheim u. a. bei Josef Nolte und Hajo Kurzenberger und Bildende Kunst an der Fachhochschule Hannover bei Rolf Bier und Sigrun Jakubaschke.
Schwerpunkt von Steigs künstlerischer Arbeit sind ortsspezifische Closed Circuit-Videoinszenierungen und Kunstinterventionen im öffentlichen Raum. Darin untersucht er soziohistorische Mechanismen medialer Kontrolle und individueller sowie kollektiver Erinnerungskultur. Alexander Steig realisierte seit 1996 über 140 Kunstinterventionen in über 20 Ländern. Er macht die Closed Circuit-Videoinstallation durch ihren systematischen Einsatz zur strukturellen Grundeinheit und damit zum bestimmenden Stilmittel seiner Kunstsprache.

Steig ist seit 2016 Vorstandsmitglied im Kunstraum München, seit 2020 Vorstandsvorsitzender des BBK München und Oberbayern und ist Mitglied im Deutschen Künstlerbund. Alexander Steig lebt und arbeitet in München und Berlin.

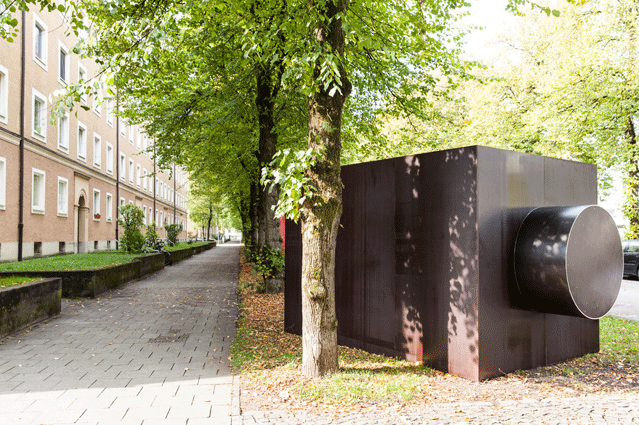
Alexander Steig, KAMERA, 2017 (München) Foto: Maximilian Geuter

## Auszeichnungen
- 2025: Bayerischer Atelierpreis, Bayerisches Staatsministerium für Wissenschaft und Kunst[1]
- 2023: NEUSTARTplus-Stipendium, Stiftung Kunstfonds, Bonn
- 2017: ANNUALE 2017, München – Rechts der Isar, public art München[2]
- 2010: Künstlerresidenz Cité internationale des Arts, Studio Niedersachsen, Paris
- 2007: Projektstipendium für Bildende Kunst, Kulturreferat München
- 2004: Jahresstipendium für Bildende Kunst, Niedersächsisches Ministerium für Wissenschaft und Kultur
- 2003: Barkenhoff-Stipendium, Künstlerhäuser Worpswede[3]
- 2001: Bosch Förderpreis „Kraft! Quelle!“ – 2. Preis Kategorie Kunst, Robert Bosch GmbH, Stuttgart
- 2001: Wohn- und Arbeitsstipendium für Bildhauerei, Künstlerstätte Stuhr-Heiligenrode[4]
- 2000: Promotionsstipendium, Niedersächsisches Ministerium für Wissenschaft und Kultur

## Ausstellungen (Auswahl)
- 2024: Into the Bubble, Künstlerverbund, Haus der Kunst, München[5]
- 2024: Steinvölur Eyjafjardar, Akureyri Art Museum, Akureyri, Island[6][7][8]
- 2023: videodox, Galerie der Künstler, München[9]
- 2018: Paula Modersohn-Becker Kunstpreis, Barkenhoff / Heinrich Vogeler Museum

- 2017: NO SECRETS! Münchner Stadtmuseum, München[10]
- 2012: moving surface, Künstlerforum, Bonn[11]
- 2011: visus visere, Kunstraum München
- 2010: ANSICHTEN ÜBER WACHEN, Kunstverein Via113 Hildesheim[12]
- 2008: Von hier aus, Künstlerhaus Marktoberdorf[13]
- 2004: ALDREI – NIE – NEVER, Galerie Kuckei + Kuckei, Berlin[14]
- 2003: Return to Nature, Nanjing Senghua Arts Center, Nanjing[15]

## Interventionen im öffentlichen Raum (Auswahl)
- 2023: Leere, Kunstinsel am Lenbachplatz, München[16][17]
- 2021: Flurfunk, künstlerische Interventionen für den Neubau, Universität Witten-Herdecke, Witten[18]

- 2017: KAMERA, öffentlicher Raum und Giesinger Bahnhof, München[19][20][21]
- 2012: STEIN, Fassade und Innenraum, Kreismuseum Bitburg-Prüm, Bitburg
- 2001: Fingerhakeln, Bahnhof-Lichtspiele, Hauptbahnhof Hannover[22]
- 1999: Über-Wachen, öffentlichen Raum, Stadtfriedhof Engesohde, Hannover[23]